# Els joves amants
Els joves amants (títol original en francès, Les Jeunes Amants) és una pel·lícula francobelga dirigida per Carine Tardieu i estrenada el 2022. S'ha doblat i subtitulat al català.

## Sinopsi
Dues persones es tornen a veure 15 anys després de la seva primera trobada. Ella té 71 anys; ell, 45, però està casat i és pare de família. Oposats però hipnotitzats l'un per l'altre, tornen a connectar. La Shauna vol reafirmar que, tot i ser vídua, mare i àvia, és una dona al cap i a la fi.

## Repartiment
- Fanny Ardant: Shauna Loszinsky[3]
- Melvil Poupaud: Pierre Escande[3]
- Cécile de France: Jeanne Escande[3]
- Florence Loiret Caille: Cécilia Loszinsky[3]
- Sharif Andoura: Georges[3]
- Sarah Henochsberg: Rosalie Escande
- Manda Touré: Aïssa Sissoko

## Premis i reconeixements

### Premis
- Festival de Cinema de Cabourg de 2022:
  - Swann a la millor direcció[7]
  - Swann d'Or a la millor actriu per a Fanny Ardant

### Nominacions
- César de 2023: Millor actriu per a Fanny Ardant